# 七尾市立能登香島中学校
七尾市立能登香島中学校（ななおしりつ のとかしまちゅうがっこう）は、石川県七尾市にある市立中学校。

## 沿革
- 2012年 - 七尾市立香島中学校と能登島中学校を統合し開校

## 著名な卒業生
旧香島中学校
- 輪島大士[2] - 大相撲力士、元横綱。プロレスラー

## 周辺
- 和倉温泉